# Bulanık
Bulanık este un oraș din Turcia.